# Kowŏn (stacja kolejowa)
Kowŏn (kor. 고원역, Kowŏn-yŏk) – stacja kolejowa w centralnej części Korei Północnej, stanowiąca część dwóch linii kolejowych: najdłuższej w kraju, 819-kilometrowej linii P’yŏngna, łączącej Pjongjang oraz specjalną strefę ekonomiczną Rasŏn, a także 225-kilometrowej linii Kangwŏn, łączącej stolicę KRLD i miasto Sinŭiju przy granicy z Chinami. Stacja znajduje się w administracyjnych granicach powiatu Kowŏn (prowincja Hamgyŏng Południowy).